# Eparchia kustanajska
Eparchia kustanajska – jedna z eparchii wchodzących w skład Metropolitalnego Okręgu Rosyjskiego Kościoła Prawosławnego w Republice Kazachstanu, z siedzibą w Kustanaju. Funkcje katedry pełni sobór Świętych Konstantyna i Heleny w Kustanaju.

## Historia
Jako pierwszy z projektem utworzenia eparchii kustanajskiej wystąpił w 1918 biskup orenburski Metody, jednak w ZSRR było to niemożliwe.
Ostatecznie eparchia została utworzona w 2010, zajmując część terenów eparchii uralskiej oraz eparchii szymkenckiej. Rok później z jej terytorium wydzielono eparchię pietropawłowsko-bułajewską. Eparchii podlegają prawosławne parafie na terenie obwodu kustanajskiego Kazachstanu. .

## Biskup kustanajski
- Anatol (Aksionow), 2010–2020

## Cerkwie eparchii[3]
- Sobór Świętych Konstantyna i Heleny w Kustanaju
- Cerkiew św. Mikołaja w Kustanaju
- Cerkiew św. Michała Archanioła w Kustanaju
- Cerkiew św. Pantelejmona w Żytykarze
- Cerkiew św. Sergiusza z Radoneża w Żytykarze
- Cerkiew św. Jana Kronsztadzkiego w Lisakowsku
- Cerkiew św. Jana Teologa w Rudnym
- Cerkiew Objawienia Pańskiego w Rudnym
- Cerkiew Opieki Matki Bożej w Asenkritowce
- Cerkiew św. Michała Archanioła w Kaczarze
- Cerkiew Ikony Matki Bożej „Szybko Spełniająca Prośby” w Kuszmurunie
- Cerkiew Trójcy Świętej w Arkałyku
- Cerkiew Opieki Matki Bożej w Karasu
- Cerkiew św. Serafina z Sarowa w Karabałyku
- Cerkiew Iwerskiej Ikony Matki Bożej w Kamysty
- Cerkiew Ikony Matki Bożej „Godne Jest” w Denisowce
- Cerkiew św. Dymitra Sołuńskiego w Taranowskim
- Cerkiew Wszystkich Świętych w Sarykole
- Cerkiew Świętych Kosmy i Damiana w Borowskim
- Cerkiew św. Aleksandra Newskiego w Aulekolu
- Cerkiew Kazańskiej Ikony Matki Bożej w Zatobolsku
- Cerkiew św. Mikołaja w Priesnogorykowce
- Cerkiew św. Michała Archanioła w Michajłowce
- Cerkiew św. Heleny w Pieszkowce
- Cerkiew Opieki Matki Bożej w Karabatyrze
- Cerkiew św. Mikołaja w Swierdłowce
- Cerkiew św. Michała Archanioła we Frunzenskim
- Cerkiew Świętych Piotra i Pawła w Uzunkole
- Cerkiew św. Sergiusza z Radoneża w Tobole